# Centre (Lausanne)
Pour les articles homonymes, voir Centre.

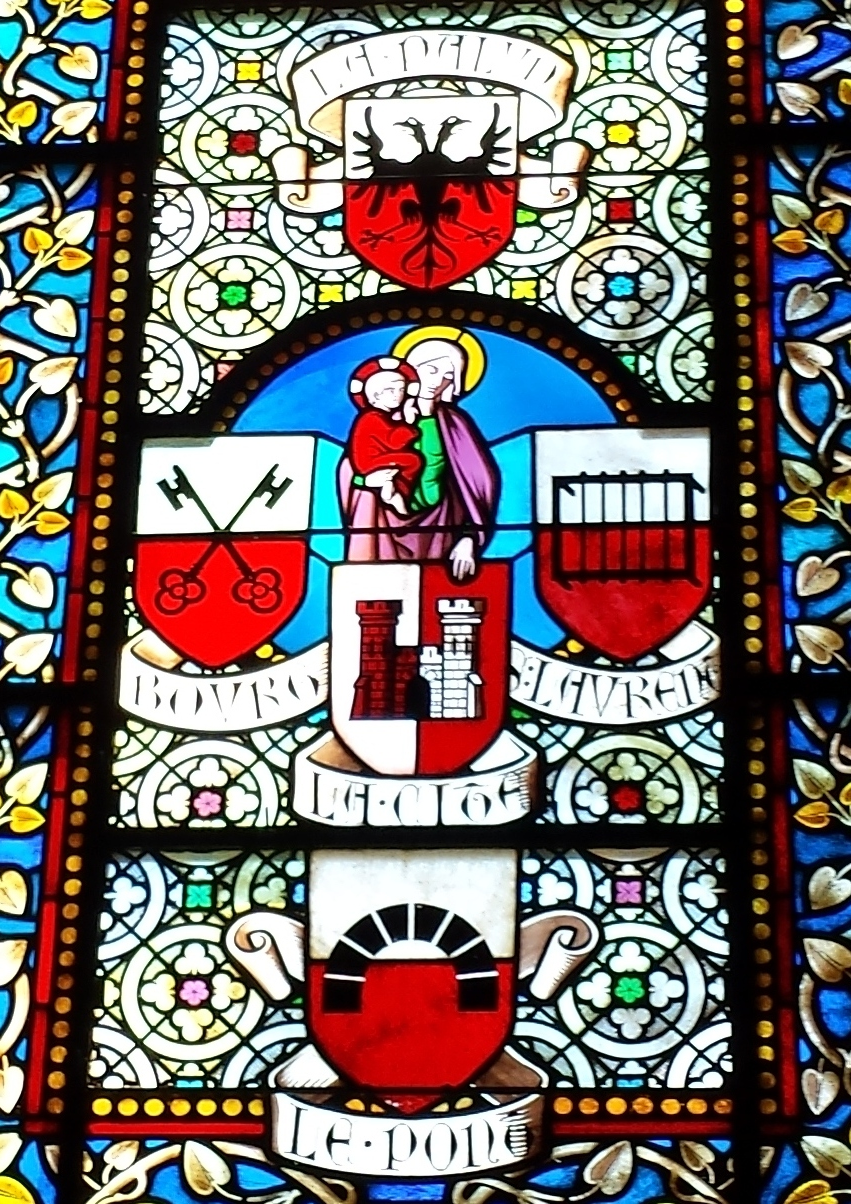
Blasons des quartiers historiques de Lausanne – La Palud, Bourg, La Cité, Saint-Laurent et Le Pont – représentés sur les vitraux de la cathédrale de Lausanne.

Le Centre est un quartier de la ville de Lausanne.

## Délimitation
L'Office d'études socio-économiques et statistiques de la ville de Lausanne découpa la ville en 81 secteurs regroupés en 17 quartiers. Le quartier Centre, qui a le n°1, recouvre 124,3 ha et regroupe les secteurs suivants, :
| numéro | secteur          | superficie (ha) | nombre d'habitants (2014) |
| ------ | ---------------- | --------------- | ------------------------- |
| 101    | Rue Centrale     | 17,8            | 2 358                     |
| 102    | Chauderon        | 12,8            | 2 148                     |
| 103    | Flon             | 9,3             | 45                        |
| 104    | Montbenon        | 8,5             | 158                       |
| 105    | Gare/Petit Chêne | 22,3            | 1 342                     |
| 106    | Georgette        | 14,9            | 1 435                     |
| 107    | Avant-Poste      | 13,5            | 1 590                     |
| 108    | Marterey         | 7,6             | 1 844                     |
| 109    | Cité             | 8,8             | 728                       |
| 110    | Riponne/Tunnel   | 8,9             | 1 105                     |

## Lieux et monuments
Rue Centrale
- Église réformée Saint-Laurent
- Tour de Bel-Air
- Place de la Palud
- Place de la Louve
- Hôtel de ville de Lausanne
- Bibliothèque des Cèdres
- Archives de la ville de Lausanne
- Hôtel de ville de Lausanne
- Place Saint-François
  - Église Saint-François
- Galeries Saint-François
- Théâtre Boulimie

Chauderon
- Tour de l'Ale
- Pont Chauderon
- Gare de Lausanne-Chauderon

Le Flon
- Esplanade du Flon
- Place de l'Europe
- Gare de Lausanne-Flon
- Les Docks

Montbenon
- Esplanade de Montbenon
- Palais de justice de Montbenon
- Casino de Montbenon
  - Cinémathèque suisse

Gare/Petit Chêne
- Gare centrale
- Conservatoire de Lausanne
- Hôtel des Postes de Lausanne
- Maison Mercier

Georgette
- Opéra de Lausanne
- Synagogue de Lausanne
- Cinéma Capitole

Avant-Poste
Marterey
Cité
- Cathédrale Notre-Dame
- Ancien évêché de Lausanne
  - Musée historique de Lausanne
- Ancienne Académie de Lausanne
- Grand Conseil du canton de Vaud
- Château Saint-Maire
- Musée de design et d'arts appliqués contemporains

Riponne/Tunnel
- Place de la Riponne
- Palais de Rumine
  - Bibliothèque cantonale et universitaire de Lausanne (site Riponne)
  - Musée cantonal des beaux-arts de Lausanne
  - Musée cantonal d'archéologie et d'histoire de Lausanne
  - Musée monétaire cantonal de Lausanne
  - Musée cantonal de géologie de Lausanne
  - Musée cantonal de zoologie de Lausanne

## Transports publics
Le réseau des TL est formé en étoile. La plupart des lignes urbaines transitent par les places Saint-François, Bel-Air, Chauderon et de l'Europe.
- Trolleybus et bus : lignes 1, 2, 3, 4, 6, 7, 8, 9, 12, 13, 16, 17, 18, 21, 22 et 60
- Métro : lignes M1 et M2
- Chemin de fer Lausanne-Échallens-Bercher